# شرامپه
شرامپه (به آلمانی: Schrampe) یک منطقهٔ مسکونی در آلمان است که در ارندزی واقع شده‌است. شرامپه ۳۱۳ نفر جمعیت دارد.